# Natri sulfit
Natri sulfit là muối natri tan của acid sulfurơ. Nó là sản phẩm của quá trình lọc lưu huỳnh dioxide, một phần của quá trình tách lưu huỳnh khỏi khí thải. Nó còn làm chất bảo quản để ngăn các sản phẩm sấy khô khỏi bị mất màu, và bảo quản thịt, và có chức năng tương tự với natri thiosulfat trong việc chuyển đổi các halide thành các acid tương ứng, trong nhiếp ảnh và khử chlor trong hồ bơi.

## Điều chế
Natri sulfit có thể được điều chế trong phòng thí nghiệm bằng cách khử natri carbonat với acid sulfurơ:
Na2CO3 + H2SO3 → Na2SO3 + CO2 + H2O
Cách thứ hai là sục khí lưu huỳnh dioxide vào dung dịch natri hydroxide:
2 NaOH + SO2 → Na2SO3 + H2O
Ngoài ra, natri sulfit còn được tạo ra khi đun nóng lưu huỳnh trong dung dịch natri hydroxide đặc:
3S + 6NaOHđ → Na2SO3 + 2Na2S + 3H2O

## Ứng dụng
Natri sulfit được dùng trước tiên trong ngành công nghiệp sản xuất giấy và bột giấy. Nó được dùng làm chất khử chất thải có oxi trong xử lý nước, trong ngành công nghiệp nhiếp ảnh để bảo vệ các dung dịch tráng phim khỏi bị oxy hóa và để rửa sạch thuốc thử (natri thiosulfat) khỏi các cuộn phim và giấy ảnh; làm chất tẩy, chất khử clo và lưu huỳnh trong ngành in ấn và trong ngành da giày làm chất sulfit hóa các phần da được chiết. Nó còn được dùng để tinh chế TNT trong quân sự. Nó dùng trong sản xuất hóa chất làm tác nhân sulfonat và sulfometyl hóa, trong sản xuất natri thiosulfat. Ngoài ra nó còn được dùng trong nhiều ứng dụng khác, như tách quặng, thu hồi dầu, bảo quản thực phẩm, làm phẩm nhuộm.

## Các phản ứng
Natri sulfit hình thành các sản phẩm cộng bisulfit với aldehyde, và với ketone tạo ra acid sulfonic. Nó được dùng để tinh chế hay tách các anđehit và xeton.

## Hóa học mô tả
Natri sulfit dễ bị phân hủy thậm chí bởi một acid yếu, giải phóng khí lưu huỳnh dioxide:
Na2SO3 + 2 H+ → 2 Na+ + H2O + SO2
Dung dịch bão hòa có pH khoảng bằng 9. Dung dịch để lâu ngoài không khí bị oxy hóa tạo thành natri sulfat. Nếu natri sulfit được cho kết tinh ở nhiệt độ phòng hay thấp hơn, nó sẽ kết thành tinh thể ngậm 7 phân tử nước. Tinh thể ngậm nước nở hoa trong không khí khô ấm. Ngoài ra tinh thể này còn bị oxy hóa trong không khí tạo ra muối sulfat. Dạng khan bền hơn trong không khí.